# Le Jour des érections
Le Jour des érections (Erection Day en version originale) est le septième épisode de la neuvième saison de la série animée South Park, ainsi que le 132e épisode de l'émission.

## Synopsis
Jimmy a des problèmes d'érection, puisqu'il peut en avoir une à tout moment. Cela va s'avérer plutôt embarrassant pour le concours de talents. Sur les conseils de Butters, il cherche à coucher avec une fille pour soulager son mal.